# La vida sense la Sara Amat (pel·lícula)
La vida sense la Sara Amat és una pel·lícula catalana dirigida per Laura Jou estrenada el 2019. Està basada en la novel·la homònima de Pep Puig, guanyadora del Premi Sant Jordi 2015, i és una producció de la Xarxa Audiovisual Local i de Massa d'Or Produccions. Es va estrenar el 28 d'abril del 2019 al BCN Film Fest, on va guanyar el premi de la crítica i el premi del públic, i el 12 de juliol del mateix any als cinemes. L'any 2022 es va estrenar Cucut, una continuació en format sèrie.

## Argument
Una nit d'estiu la Sara Amat desapareix sense deixar cap rastre. Al cap d'unes hores, en Pep, de 13 anys, que n'està completament enamorat, se la troba amagada a la seva habitació. La jove li explica que ha fugit de casa i li demana de quedar-se amb ell. Encara que el Pep sap que el poble sencer la busca, accedeix i es converteix en el seu protector i còmplice durant els últims dies abans que tots dos se'n vagin del poble. El noi es veu obligat a viure una doble vida: ha de mentir a tothom i també ha de satisfer les demandes de la Sara, que el posarà a prova i el farà madurar de cop abans del final de l'estiu.

## Producció
El film es va enregistrar l'estiu del 2018 en diverses localitzacions de Catalunya, principalment a el Talladell, Cerdanyola del Vallès i Santa Eulàlia de Ronçana. Els actors protagonistes, Biel Rossell i Maria Morera, debutants, van superar un càsting convocat pels actors de les sèries Polseres vermelles i Merlí, exalumnes de l'escola d'interpretació de la directora, Laura Jou.